# Eleanor Anne Ormerod
Eleanor Anne Ormerod est une entomologiste britannique, née le 11 mai 1828 à Sedbury, Gloucester et morte le 19 juillet 1901 à St Albans, Hertfordshire.

## Biographie
Elle est la troisième fille de l’historien George Ormerod (en) (1785-1873) et la sœur du géologue George Wareing Ormerod (1810-1891). Après avoir étudié chez elle, elle se consacre à l’étude des insectes. Elle s’intéresse principalement à l’étude des méthodes pour prévenir les dommages causés par les insectes nuisibles. Elle est consultante auprès de la Société royale d'agriculture (qui lui a attribué la médaille Flora) et de l’université d'Édimbourg. Elle est la première femme à recevoir un titre de docteur honorifique par l’université d’Édimbourg en 1900. Elle reçoit également la médaille d’argent de la Société nationale d'acclimatation de France en 1899.

## Publications
- Report of observations of attack of turnip fly in 1881 (1882) ;
- Manual of injurious insects with methods of prevention and remedy for their attacks to food crops, forest trees and fruit: to which is appended a short introduction to entomology (1890) ;
- Paris-green (or Emerald-green): its uses, and methods for its application, as a means of destruction of orchard moth caterpillars (1891) ;
- Handbook of insects injurious to orchards and bush fruits with means of prevention and remedy (1898) ;
- Flies injurious to stock: being life-histories and means of prevention of a few kinds commonly injurious, with special observations on ox warble or bot fly (1900)